# Anchenoncourt-et-Chazel
Pour les articles homonymes, voir Chazel.
Anchenoncourt-et-Chazel est une commune française située dans le département de la Haute-Saône, en Franche-Comté, dans la région administrative Bourgogne-Franche-Comté.
Elle est constituée du village principal d'Anchenoncourt et de l'ancienne commune, devenue quartier, Chazel.

## Géographie

### Hydrographie
La commune est drainée par le ruisseau des Vaux et la Superbe.
La Superbe est un sous-affluent du Rhône par la Saône.

### Climat
Pour des articles plus généraux, voir Climat de la Bourgogne-Franche-Comté et Climat de la Haute-Saône.
En 2010, le climat de la commune est de type climat des marges montargnardes, selon une étude du Centre national de la recherche scientifique s'appuyant sur une série de données couvrant la période 1971-2000. En 2020, Météo-France publie une typologie des climats de la France métropolitaine dans laquelle la commune est exposée à un climat semi-continental et est dans la région climatique Lorraine, plateau de Langres, Morvan, caractérisée par un hiver rude (1,5 °C), des vents modérés et des brouillards fréquents en automne et hiver.
Pour la période 1971-2000, la température annuelle moyenne est de 10,1 °C, avec une amplitude thermique annuelle de 17,2 °C. Le cumul annuel moyen de précipitations est de 956 mm, avec 12,9 jours de précipitations en janvier et 9,7 jours en juillet. Pour la période 1991-2020, la température moyenne annuelle observée sur la station météorologique de Météo-France la plus proche, « Venisey », sur la commune de Venisey à 10 km à vol d'oiseau, est de 11,0 °C et le cumul annuel moyen de précipitations est de 850,7 mm. 
La température maximale relevée sur cette station est de 39,7 °C, atteinte le 25 juillet 2019 ; la température minimale est de −17,4 °C, atteinte le 30 décembre 2005,,.
Les paramètres climatiques de la commune ont été estimés pour le milieu du siècle (2041-2070) selon différents scénarios d'émission de gaz à effet de serre à partir des nouvelles projections climatiques de référence DRIAS-2020. Ils sont consultables sur un site dédié publié par Météo-France en novembre 2022.

## Urbanisme

### Typologie
Au 1er janvier 2024, Anchenoncourt-et-Chazel est catégorisée commune rurale à habitat dispersé, selon la nouvelle grille communale de densité à sept niveaux définie par l'Insee en 2022.
Elle est située hors unité urbaine et hors attraction des villes,.

### Occupation des sols
L'occupation des sols de la commune, telle qu'elle ressort de la base de données européenne d’occupation biophysique des sols Corine Land Cover (CLC), est marquée par l'importance des territoires agricoles (49,2 % en 2018), une proportion sensiblement équivalente à celle de 1990 (49,6 %). La répartition détaillée en 2018 est la suivante : 
forêts (47,9 %), prairies (27,2 %), terres arables (15,6 %), zones agricoles hétérogènes (6,4 %), zones urbanisées (2,9 %). L'évolution de l’occupation des sols de la commune et de ses infrastructures peut être observée sur les différentes représentations cartographiques du territoire : la carte de Cassini (XVIIIe siècle), la carte d'état-major (1820-1866) et les cartes ou photos aériennes de l'IGN pour la période actuelle (1950 à aujourd'hui).

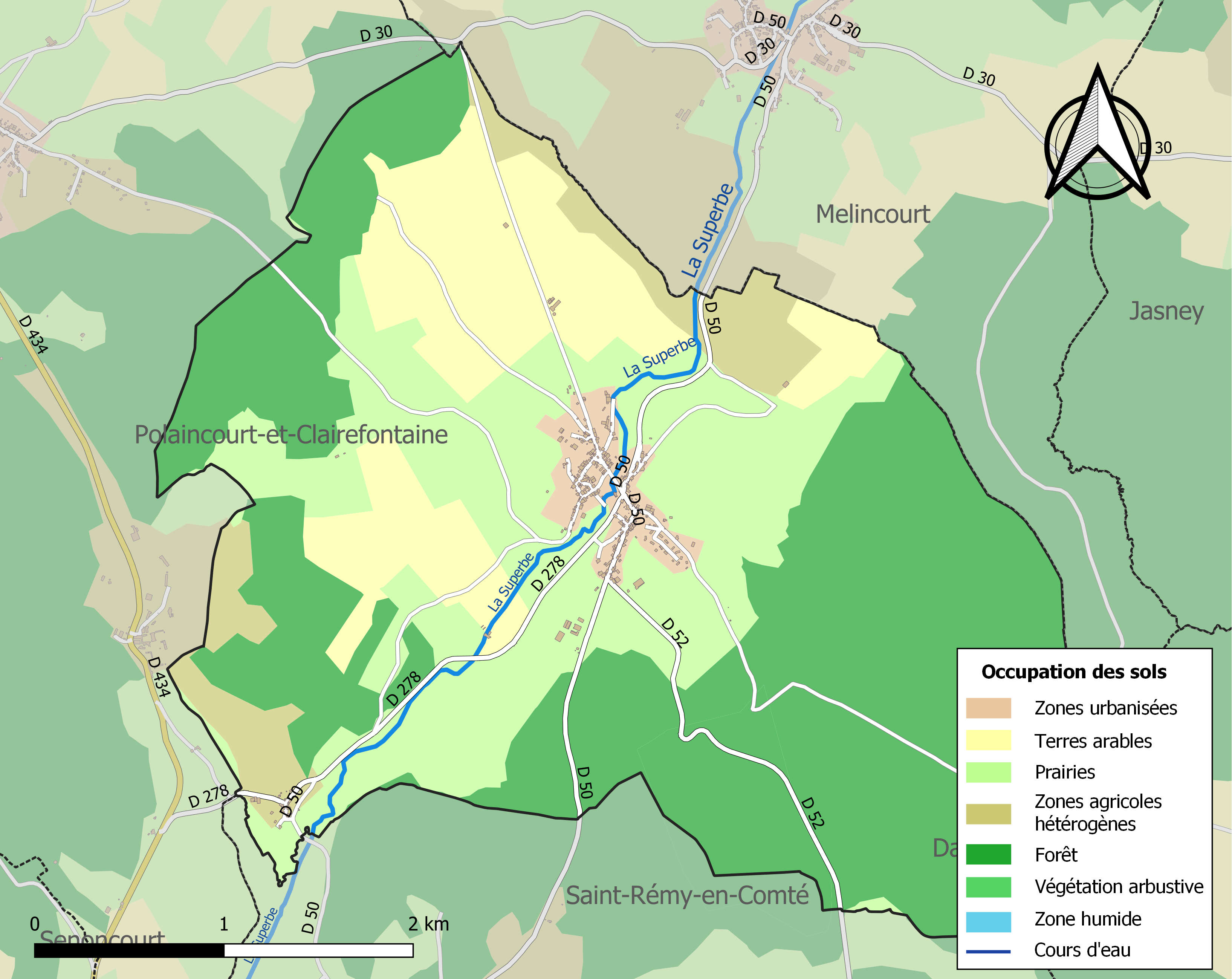
Carte des infrastructures et de l'occupation des sols de la commune en 2018 (CLC).

### Habitat et logement
En 2018, le nombre total de logements dans la commune était de 136, alors qu'il était de 124 en 2013 et de 130 en 2008.
Parmi ces logements, 78,7 % étaient des résidences principales, 11 % des résidences secondaires et 10,3 % des logements vacants. Ces logements étaient pour 100 % d'entre eux des maisons individuelles et pour 0 % des appartements.
Le tableau ci-dessous présente la typologie des logements à Anchenoncourt-et-Chazel en 2018 en comparaison avec celle de la Haute-Saône et de la France entière. Une caractéristique marquante du parc de logements est ainsi une proportion de résidences secondaires et logements occasionnels (11 %) supérieure à celle du département (6,2 %) et à celle de la France entière (9,7 %). Concernant le statut d'occupation de ces logements, 94,4 % des habitants de la commune sont propriétaires de leur logement (94,1 % en 2013), contre 68,7 % pour la Haute-Saône et 57,5 pour la France entière.
| Typologie                                               | Anchenoncourt-et-Chazel | Haute-Saône | France entière |
| ------------------------------------------------------- | ----------------------- | ----------- | -------------- |
| Résidences principales (en %)                           | 78,7                    | 83          | 82,1           |
| Résidences secondaires et logements occasionnels (en %) | 11                      | 6,2         | 9,7            |
| Logements vacants (en %)                                | 10,3                    | 10,8        | 8,2            |

## Histoire
La commune d'Auchenoncourt créée lors de la Révolution française absorbe en 1808 celle de Chazel et devient depuis lors celle d'Anchenoncourt-et-Chazel.

## Politique et administration

### Rattachements administratifs et électoraux
Anchenoncourt-et-Chazel fait partie de l'arrondissement de Vesoul du département de la Haute-Saône, en région Bourgogne-Franche-Comté. Pour l'élection des députés, elle dépend de la première circonscription de la Haute-Saône.
La commune faisait partie depuis 1793 du canton d'Amance. Dans le cadre du redécoupage cantonal de 2014 en France, la commune fait désormais partie du canton de Port-sur-Saône.

### Intercommunalité
Anchenoncourt-et-Chazel était membre de la communauté de communes des belles sources, un établissement public de coopération intercommunale (EPCI) à fiscalité propre créé en 2001 et auquel la commune avait transféré un certain nombre de ses compétences, dans les conditions déterminées par le code général des collectivités territoriales.
Dans le cadre des prescriptions du schéma départemental de coopération intercommunale approuvé en décembre 2011 par le préfet de Haute-Saône, cette intercommunalité a fusionné avec ses voisines pour former, le 1er janvier 2014, la communauté de communes de la Haute Comté.
Anchenoncourt-et-Chazel, insatisfaite de ce rattachement, a obtenu d'être intégrée le 1er janvier 2022 à la communauté de communes Terres de Saône dont elle est désormais membre.

### Liste des maires
| Période                                  | Période                       | Identité        | Étiquette | Qualité                                                                      |
| ---------------------------------------- | ----------------------------- | --------------- | --------- | ---------------------------------------------------------------------------- |
| Les données manquantes sont à compléter. |                               |                 |           |                                                                              |
| mars 2001                                | 2014                          | Michel Villemin | SE        |                                                                              |
| mars 2014                                | En cours (au 2 décembre 2021) | Michel Delaitre | SE        | Responsable retraité d'un centre de formation Réélu pour le mandat 2020-2026 |

## Démographie
L'évolution du nombre d'habitants est connue à travers les recensements de la population effectués dans la commune depuis 1793. Pour les communes de moins de 10 000 habitants, une enquête de recensement portant sur toute la population est réalisée tous les cinq ans, les populations de référence des années intermédiaires étant quant à elles estimées par interpolation ou extrapolation. Pour la commune, le premier recensement exhaustif entrant dans le cadre du nouveau dispositif a été réalisé en 2007.

En 2022, la commune comptait 229 habitants, en évolution de −2,97 % par rapport à 2016 (Haute-Saône : −1,4 %, France hors Mayotte : +2,11 %).
| 1793 | 1800 | 1806 | 1821 | 1831 | 1836 | 1841 | 1846 | 1851 |
| ---- | ---- | ---- | ---- | ---- | ---- | ---- | ---- | ---- |
| 588  | 598  | 650  | 785  | 822  | 818  | 865  | 887  | 877  |

| 1856 | 1861 | 1866 | 1872 | 1876 | 1881 | 1886 | 1891 | 1896 |
| ---- | ---- | ---- | ---- | ---- | ---- | ---- | ---- | ---- |
| 688  | 706  | 709  | 701  | 709  | 692  | 665  | 624  | 608  |

| 1901 | 1906 | 1911 | 1921 | 1926 | 1931 | 1936 | 1946 | 1954 |
| ---- | ---- | ---- | ---- | ---- | ---- | ---- | ---- | ---- |
| 616  | 595  | 565  | 484  | 425  | 393  | 301  | 306  | 307  |

| 1962 | 1968 | 1975 | 1982 | 1990 | 1999 | 2006 | 2007 | 2012 |
| ---- | ---- | ---- | ---- | ---- | ---- | ---- | ---- | ---- |
| 256  | 266  | 246  | 248  | 254  | 226  | 236  | 237  | 232  |

| 2017 | 2022 | - | - | - | - | - | - | - |
| ---- | ---- | - | - | - | - | - | - | - |
| 241  | 229  | - | - | - | - | - | - | - |

## Culture locale et patrimoine

### Lieux et monuments

Église Saint-Brice.
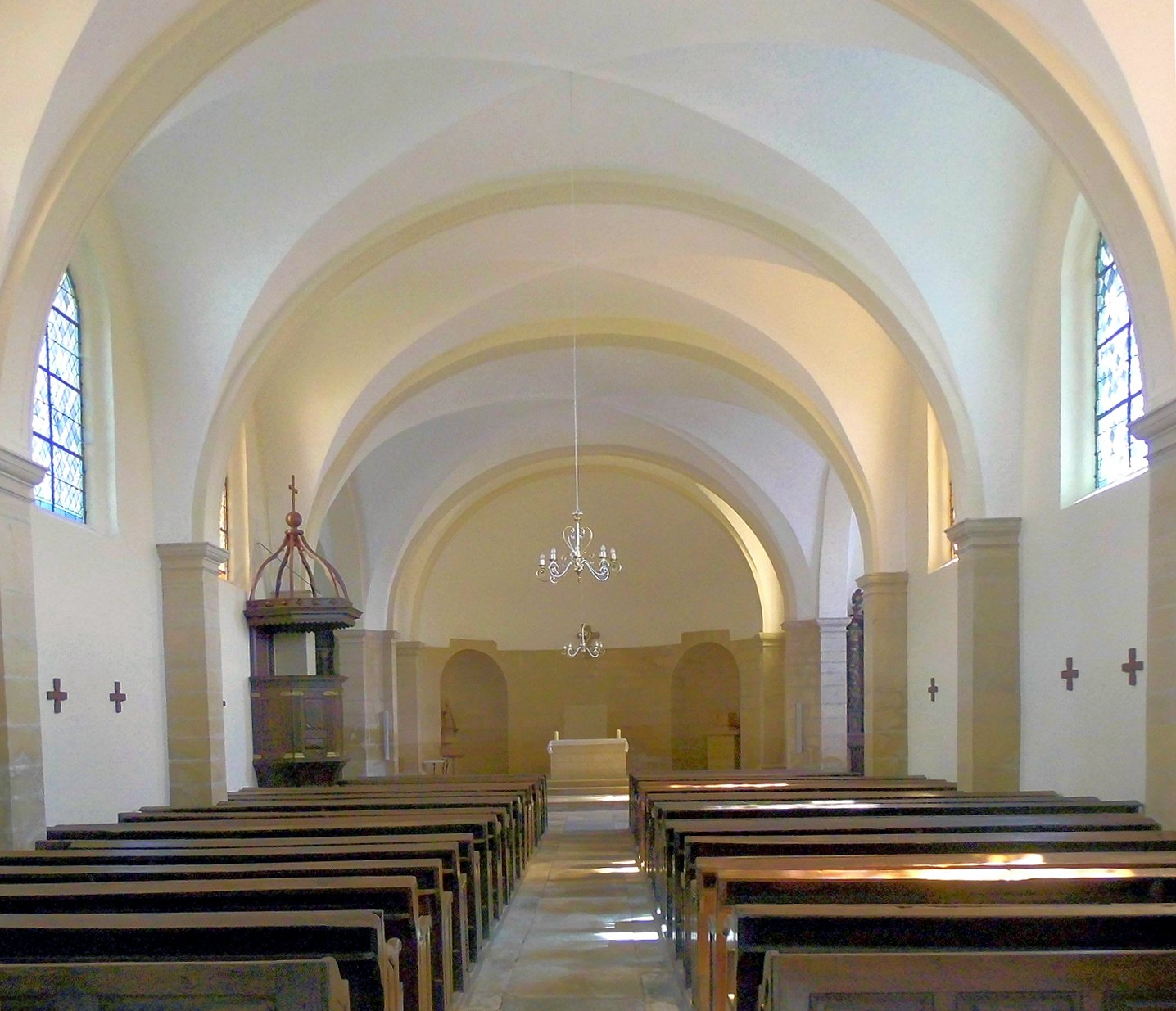

## Pour approfondir